# Rexho Mulliqi
Rexho Mulliqi, född den 18 mars 1923 i Gusinje i Montenegro, död den 25 februari 1982, var en albansk-montenegrinsk kompositör och musikpedagog.
Mulliqi hör till Albaniens främsta kompositörer. Han studerade i sina unga år på musikkonservatoriet i Belgrad i Serbien och senare undervisade han i Kosovo på musikhögskolan i Pristina i harmonik och kontrapunkt. Mulliqi har komponerat två symfonier, orkesterverk, kammarmusik, körverk, klaverstycken, filmmusik etc.